# Jan Kamman
Johan Willem Hendrik (Jan) Kamman (Schiedam, 6 november 1898 – Gorinchem, 26 juli 1983) was een Nederlands fotograaf, ontwerper, schilder en tekenaar die aanvankelijk in Schiedam werkte en later in Rotterdam en Woudrichem.
Zijn opleiding, na de HBS in Schiedam, kreeg hij aan de Rotterdamse Academie, waaraan hij later van ca 1930 tot aan zijn pensionering in 1963 docent was.
Studiegenoten waren onder anderen Adriaan van der Plas, Paul Schuitema en Hendrik Chabot, met wie hij ook bevriend was.
In 1929 nam Kamman deel aan de tentoonstelling Film und Foto in Stuttgart. In 1937 was hij een van de deelnemers aan de tentoonstelling Foto '37 in het Stedelijk Museum in Amsterdam.
Jan Kamman was lid van de Rotterdamse Kring van beeldende kunstenaars R 33.
Kamman was geassocieerd en fotografeerde voor de architecten W. van Tijen, J.A. Brinkman en vanaf 1926 voor L.C. van der Vlugt. Als architectuurfotograaf wordt hij beschouwd als een van de pioniers in Nederland van de Nieuwe Fotografie. Dit werk werd gepubliceerd in het tijdschrift "De 8 en Opbouw".
Kamman is onder meer bekend van zijn fotografische documentatie van het bouwproces van de Van Nellefabriek, welk bouwwerk op 21 juni 2014 op de Werelderfgoedlijst van de UNESCO werd geplaatst.
Op dezelfde dag werd in het Chabot Museum de tentoonstelling Jan Kamman. Fotograaf van het Modernisme geopend. Tevens verscheen er een biografie onder dezelfde naam, geschreven door Flip Bool en Lienke Moerman.
Het fotoarchief van Kamman ging grotendeels verloren tijdens het bombardement op Rotterdam, in mei 1940.